# Snídaně

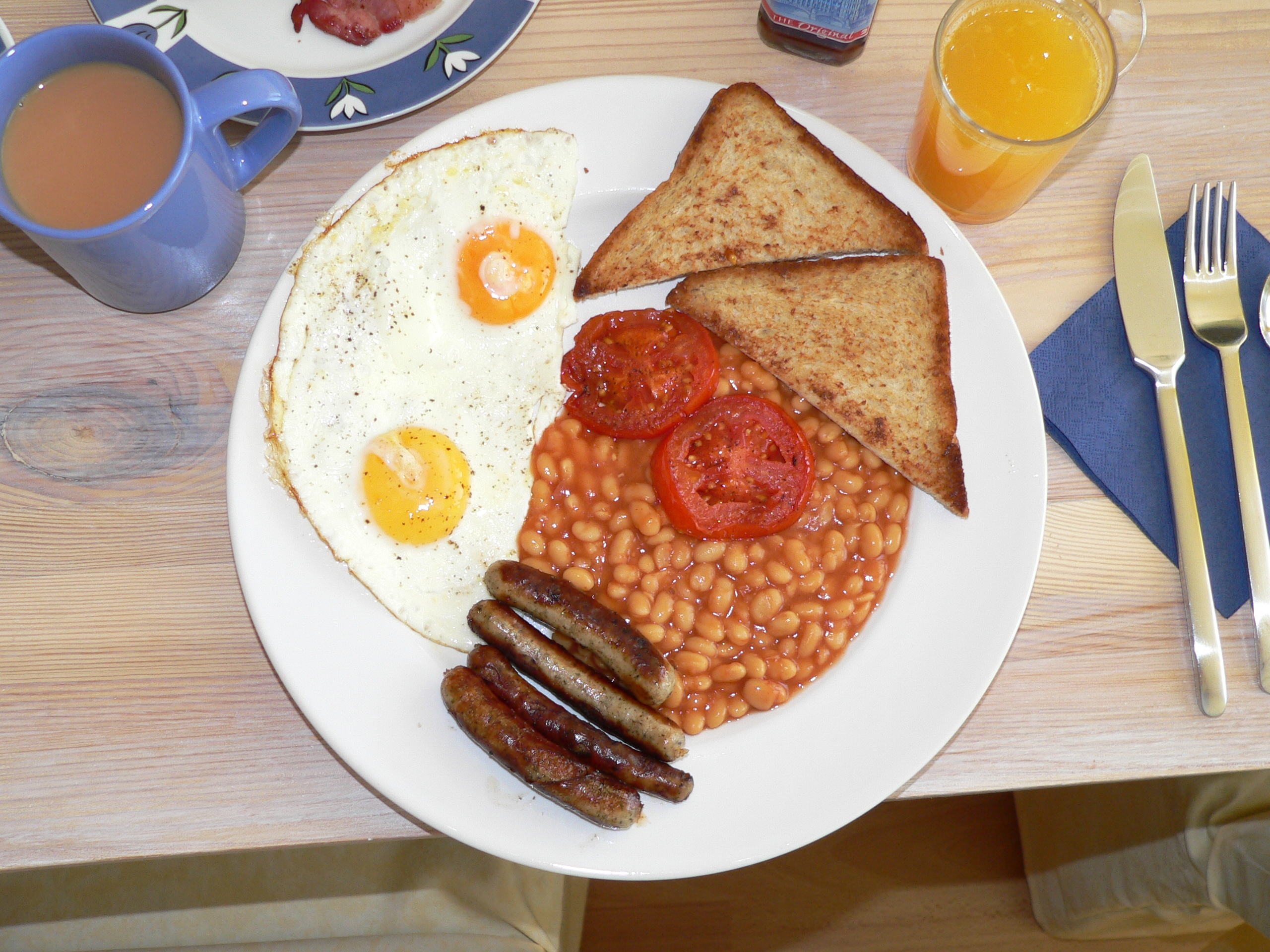
Anglická snídaně

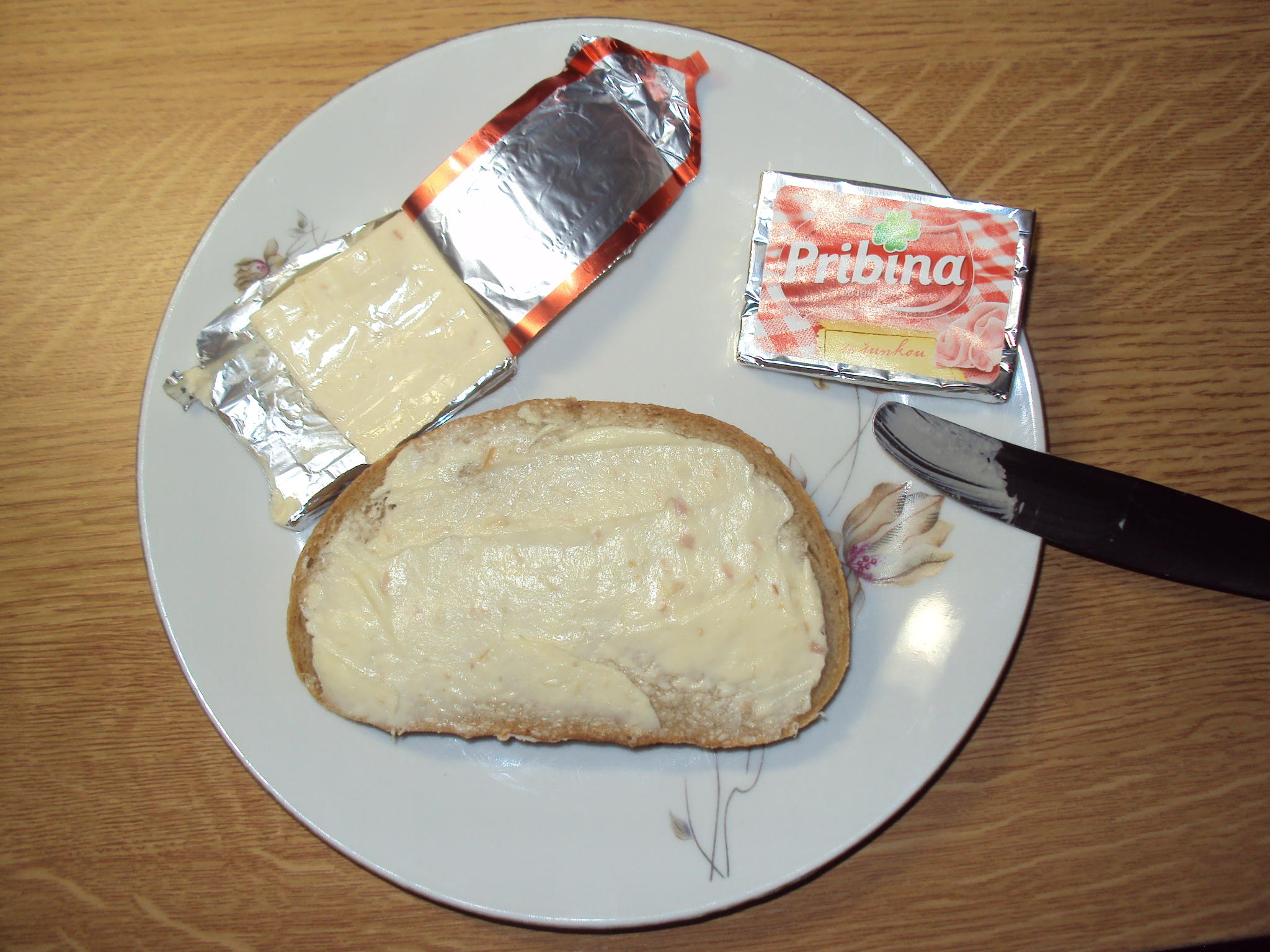
„Česká snídaně“

Snídaně je první jídlo dne, které se obvykle konzumuje v ranních hodinách. Je zpravidla složené ze snadno připravitelných částí, které procházejí jen minimálním procesem vaření. Často se skládá z pečiva, másla, vajíček, slaniny, marmelád či džemů nebo cereálií. Jako nápoj se často preferuje čaj, káva, džus či mléko.
Složení snídaně je silně ovlivněno regionálně i časově. Na Britských ostrovech je oblíbená vydatná tzv. „tradiční anglická snídaně“ skládající se ze slaniny, párečků a smažených vajíček. V některých hotelech je proto na výběr mezi anglickou (ostrovní) a studenou tzv. kontinentální snídaní. Sami Britové si však tuto tradiční snídani dopřávají spíše již jen o víkendech.
Převažuje názor, že snídaně je nejdůležitější jídlo dne a že má zásadní dopad na lidské zdraví, jelikož umožňuje nastartování lidského organismu a dodání energie pro jeho celodenní fungování. Konzumování snídaně také zmenšuje šanci na obezitu. Nepomáhá přerušované hladovění.

## Odrazy v kultuře
- Snídaně s Novou – ranní pořad Televize Nova
- Snídaně u Tiffanyho – americký film z roku 1961 režiséra Blake Edwardse podle stejnojmenné novely Trumana Capoteho
- Snídaně v trávě – obraz malíře Édouarda Maneta
- Snídaně v trávě – obraz malíře Claude Moneta
- Snídaně v trávě – básnická sbírka Vítězslava Nezvala
- Snídaně v trávě – píseň Michala Tučného